# Strzelanina w jesziwie Merkaz Ha-Raw
Strzelanina w jesziwie Merkaz Ha-Raw w Jerozolimie – zamach na jesziwę Merkaz Ha-Raw w Jerozolimie, dokonany późnym wieczorem 6 marca 2008 roku przez palestyńskiego terrorystę Alaa Abu Dheina. Był to pierwszy zamach w Jerozolimie od czterech lat.

## Przebieg
W czwartek, 6 marca 2008 późnym wieczorem Palestyńczyk – Alaa Abu Dhein przedostał się do jesziwy Merkaz Ha-Raw i otworzył ogień do 80 studentów, którzy jedli kolację w stołówce. Zabił osiem osób, a ponad 20 ranił. Z relacji świadków wiadomo, że zamachowiec strzelał na oślep. Terrorysta po zamachu został zastrzelony.
Rzecznik policji Daniel Seaman powiedział półtorej godziny po zamachu, że sprawcą był jeden człowiek. Dwudziestoletni zamachowiec pracował w jesziwie jako kierowca. Jego rodzina wywiesiła po jego śmierci przed domem zieloną flagę Hamasu.
Na wieść o udanym ataku na szkołę Palestyńczycy w Strefie Gazy wylegli na ulice, strzelając w powietrze z radości. Rządzący strefą radykałowie z Hamasu uznali zamach za „heroiczny czyn”, ale nie przyznali się do niego. Libańska telewizja Manar, należąca do radykalnego ugrupowania Hezbollahu, ogłosiła, że zamachu dokonała nieznana wcześniej grupa, nazywająca się Męczennikami Imada Mugniyah i Gazy.
8 marca w synagodze im. Małżonków Nożyków w Warszawie odbyły się modlitwy w intencji ofiar zamachu.

## Ofiary
| Imię i nazwisko          | Wiek | Miejsce zamieszkania |
| ------------------------ | ---- | -------------------- |
| Neria Cohen              | 15   | Jerozolima           |
| Segew Pniel Awihail      | 15   | Newe Danijjel        |
| Awraham Dawid Mozes      | 16   | Efrat                |
| Jehonatan Ichak Alder    | 16   | Szilo                |
| Roj Rot                  | 18   | Elkana               |
| Johai Lipszic            | 18   | Jerozolima           |
| Jehonadaw Haim Hirszfeld | 19   | Kochaw ha-Szachar    |
| Doron Mehereta           | 26   | Aszdod               |